# George Ivașcu (scriitor)
George Ivașcu (n. 22 iulie 1911, Cerțești, Tutova, România – d. 21 iunie 1988, București, România) a fost un autor și publicist român comunist.

## Biografie
Membru al PCR încă din perioada de ilegalitate a acestuia, a fost implicat, în 1948, în procesul grupului Lucrețiu Pătrășcanu și condamnat mai întâi la moarte, apoi la temniță grea, pentru ca în 1954, după revizuirea procesului, să fie declarat nevinovat și eliberat.
Înainte de 1944 a activat în redacția revistei „Manifest” și a ziarului România Liberă. După 1954, s-a făcut remarcat ca redactor-șef al revistei Contemporanul (1955–1971), redactor-șef al revistei Lumea (1963–1966),, ca director al revistei România literară (1971–1988), dar și ca șef al Catedrei de istorie a literaturii române (1958–1968).

## Distincții
- Ordinul Muncii clasa a III-a (15 ianuarie 1957) „cu ocazia împlinirii a 10 ani de la reapariția revistei «Contemporanul» și pentru merite deosebite în muncă”[3]
- Ordinul Muncii clasa a II-a (12 august 1959) „pentru activitate rodnică în dezvoltarea științei și culturii din Republica Populară Romînă”[4]
- Medalia „40 de ani de la înființarea Partidului Comunist din Romînia” (6 mai 1961) „pentru merite în activitatea de partid și întărirea regimului democrat-popular”[5]
- Ordinul „23 August” clasa a II-a (1971) „pentru merite deosebite în opera de construire a socialismului, cu prilejul aniversării a 50 de ani de la constituirea Partidului Comunist Român”.[6]